# 紫波町
紫波町（しわちょう）は、岩手県紫波郡にある町。
1955年（昭和30年）に1町8カ村が合併し誕生した。盛岡都市圏の南部、盛岡市と花巻市の中間に位置する。中央部を北上川が流れ、東側には北上高地、西側には奥羽山脈が聳える。国道4号など6本の幹線が町を南北に走り、インターチェンジや3つのJRの駅がある。近年は、オガールプロジェクトをはじめとした「公民連携によるまちづくり」で注目を集めている。

## 名称
地名の「紫波」はいくつか由来の説があり、歴史書には｢子波」「斯波」「志和」ともある。
- 北上川流域の河岸段丘のツバ（崖）の転
- シボ（萎）んだ地形
- シワ（たわまって曲がったところ）
- 志和稲荷神社から
- 大和朝廷の勢力範囲のシハ（終末・末端）
- 志賀理和気神社の神号の略
- 「州曲（スワ）」で河川の氾濫原曲流地

## 地理

### 地形

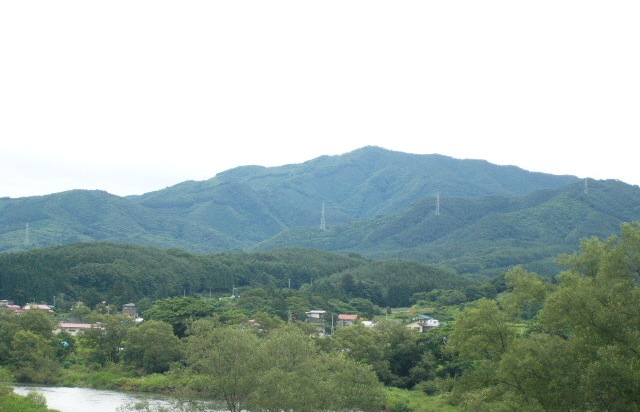
黒森山

- 東根山
- 須賀倉山
- 黒森山
- 新山

### 人口　2023年現在　33049人
| |                                        |  |
| 紫波町と全国の年齢別人口分布（2005年） | 紫波町の年齢・男女別人口分布（2005年） |  |
| ■紫色 ― 紫波町 ■緑色 ― 日本全国 | ■青色 ― 男性 ■赤色 ― 女性              |  |
| 紫波町（に相当する地域）の人口の推移 \| 1970年（昭和45年） \| 26,459人 \| \| \| 1975年（昭和50年） \| 26,720人 \| \| \| 1980年（昭和55年） \| 27,787人 \| \| \| 1985年（昭和60年） \| 28,892人 \| \| \| 1990年（平成2年） \| 29,856人 \| \| \| 1995年（平成7年） \| 31,311人 \| \| \| 2000年（平成12年） \| 33,038人 \| \| \| 2005年（平成17年） \| 33,692人 \| \| \| 2010年（平成22年） \| 33,288人 \| \| \| 2015年（平成27年） \| 32,614人 \| \| \| 2020年（令和2年） \| 32,147人 \| \| |                                        |  |
| 総務省統計局 国勢調査より |                                        |  |
| 1970年（昭和45年） | 26,459人                               |  |
| 1975年（昭和50年） | 26,720人                               |  |
| 1980年（昭和55年） | 27,787人                               |  |
| 1985年（昭和60年） | 28,892人                               |  |
| 1990年（平成2年） | 29,856人                               |  |
| 1995年（平成7年） | 31,311人                               |  |
| 2000年（平成12年） | 33,038人                               |  |
| 2005年（平成17年） | 33,692人                               |  |
| 2010年（平成22年） | 33,288人                               |  |
| 2015年（平成27年） | 32,614人                               |  |
| 2020年（令和2年） | 32,147人                               |  |

盛岡市のベッドタウンである。2015年（平成27年）国勢調査より前回調査からの人口増減をみると、2.02％減の32,614人であり、増減率は県下33市町村中5位。

## 気候
寒暖の差が大きく気温の年較差、日較差が大きい顕著な大陸性気候である。降雪量が多く、周辺の自治体と同様に豪雪地帯に指定されている。冬季は-15℃前後の気温が観測されることが珍しくない。
- 最高気温記録：36.8℃（2025年（令和7年）8月2日）
- 最低気温記録：-16.9℃（2013年（平成25年）1月18日、2021年（令和3年）1月9日）

| 紫波（1991年 - 2020年）の気候      | 紫波（1991年 - 2020年）の気候 | 紫波（1991年 - 2020年）の気候 | 紫波（1991年 - 2020年）の気候 | 紫波（1991年 - 2020年）の気候 | 紫波（1991年 - 2020年）の気候 | 紫波（1991年 - 2020年）の気候 | 紫波（1991年 - 2020年）の気候 | 紫波（1991年 - 2020年）の気候 | 紫波（1991年 - 2020年）の気候 | 紫波（1991年 - 2020年）の気候 | 紫波（1991年 - 2020年）の気候 | 紫波（1991年 - 2020年）の気候 | 紫波（1991年 - 2020年）の気候 |
| 月                                 | 1月                           | 2月                           | 3月                           | 4月                           | 5月                           | 6月                           | 7月                           | 8月                           | 9月                           | 10月                          | 11月                          | 12月                          | 年                            |
| ---------------------------------- | ----------------------------- | ----------------------------- | ----------------------------- | ----------------------------- | ----------------------------- | ----------------------------- | ----------------------------- | ----------------------------- | ----------------------------- | ----------------------------- | ----------------------------- | ----------------------------- | ----------------------------- |
| 最高気温記録 °C （°F）             | 12.9 (55.2)                   | 16.5 (61.7)                   | 21.2 (70.2)                   | 29.0 (84.2)                   | 33.3 (91.9)                   | 33.5 (92.3)                   | 36.1 (97)                     | 36.8 (98.2)                   | 35.2 (95.4)                   | 29.1 (84.4)                   | 21.8 (71.2)                   | 17.9 (64.2)                   | 36.8 (98.2)                   |
| 平均最高気温 °C （°F）             | 1.7 (35.1)                    | 2.8 (37)                      | 7.4 (45.3)                    | 14.4 (57.9)                   | 20.1 (68.2)                   | 23.8 (74.8)                   | 26.9 (80.4)                   | 28.2 (82.8)                   | 24.1 (75.4)                   | 17.9 (64.2)                   | 10.9 (51.6)                   | 4.2 (39.6)                    | 15.2 (59.4)                   |
| 日平均気温 °C （°F）               | −2.0 (28.4)                   | −1.3 (29.7)                   | 2.4 (36.3)                    | 8.5 (47.3)                    | 14.4 (57.9)                   | 18.6 (65.5)                   | 22.2 (72)                     | 23.3 (73.9)                   | 19.1 (66.4)                   | 12.6 (54.7)                   | 6.1 (43)                      | 0.5 (32.9)                    | 10.4 (50.7)                   |
| 平均最低気温 °C （°F）             | −5.9 (21.4)                   | −5.5 (22.1)                   | −2.1 (28.2)                   | 2.9 (37.2)                    | 9.1 (48.4)                    | 14.2 (57.6)                   | 18.5 (65.3)                   | 19.4 (66.9)                   | 14.9 (58.8)                   | 7.7 (45.9)                    | 1.7 (35.1)                    | −3.0 (26.6)                   | 6.0 (42.8)                    |
| 最低気温記録 °C （°F）             | −16.9 (1.6)                   | −16.6 (2.1)                   | −11.6 (11.1)                  | −7.9 (17.8)                   | −0.7 (30.7)                   | 3.9 (39)                      | 8.7 (47.7)                    | 10.3 (50.5)                   | 4.0 (39.2)                    | −2.0 (28.4)                   | −6.9 (19.6)                   | −14.1 (6.6)                   | −16.9 (1.6)                   |
| 降水量 mm （inch）                 | 47.7 (1.878)                  | 44.6 (1.756)                  | 79.4 (3.126)                  | 84.8 (3.339)                  | 109.3 (4.303)                 | 119.4 (4.701)                 | 180.5 (7.106)                 | 178.0 (7.008)                 | 154.6 (6.087)                 | 110.3 (4.343)                 | 87.7 (3.453)                  | 71.4 (2.811)                  | 1,267.5 (49.902)              |
| 平均降水日数 （≥1.0 mm）           | 10.9                          | 9.5                           | 11.9                          | 10.8                          | 11.1                          | 10.0                          | 13.2                          | 11.3                          | 11.9                          | 11.1                          | 12.5                          | 12.5                          | 136.7                         |
| 平均月間日照時間                   | 100.0                         | 111.4                         | 151.4                         | 176.2                         | 191.6                         | 166.9                         | 133.7                         | 155.0                         | 130.3                         | 136.6                         | 117.1                         | 95.1                          | 1,665.1                       |
| 出典1：Japan Meteorological Agency |                               |                               |                               |                               |                               |                               |                               |                               |                               |                               |                               |                               |                               |
| 出典2：気象庁                      |                               |                               |                               |                               |                               |                               |                               |                               |                               |                               |                               |                               |                               |

## 歴史
江戸時代には紫波郡紫波町志和として、上平沢、土館、稲藤、片寄の4村が八戸藩の飛び地となった。八戸藩の領地のほとんどがやませの被害を受けやすい地域だったため、穀倉地帯が飛び地に選ばれたとされているが、霊松院（南部直房側室）の母である耕雲院の故郷だったことも選ばれた理由と考えられている。
- 平安時代（神護景雲2年＝西暦768年）- 称徳天皇によって「高水寺」が創建される。
- 平安末期〜鎌倉初期まで - 奥州藤原氏の一族・樋爪氏の本拠地となる。
- 鎌倉時代 - 源頼朝が高水寺に「走湯権現」を勧請する。
- 室町時代 - 足利氏の別家・斯波氏が現在の古舘地区に高水寺城を築き、当地を支配した。
- 安土桃山時代 - 南部氏が進出する。
- 天正16年（1588年）- 信直の攻撃によって斯波氏は滅び、高水寺城は「郡山城」と改称した。中野康実の二男正康（中野吉兵衛）が城代に任じられ、盛岡城築城の宿舘となった。
- 慶長（1596年 - 1615年）年間 - 郡山城下の日詰町を中心に奥州街道（厳密には松前道）の宿駅が設けられ、藩政上の諸役所が置かれた。定期市中心の商業から次第に街道筋に商店街が形成され、領内でも屈指の商店街として宿場町が栄えた。また、北上川舟運の港町としても発展を続けた。
- 元和8年（1622年）- 金山師の丹波弥十郎が、朴木金山を大判6,500枚もの運上金で請け負い話題となる。
- 寛文4年（1664年）- 八戸藩分立により土館村、稲藤村、上平沢村、片寄村の4村が飛地領として八戸領志和に代官所、盛岡藩領日詰に蔵宿を設置。
- 寛文7年（1667年）- 郡山城が廃城となる。
- 寛文8年（1668年）- 北上川舟運を取り締まるため郡山古城の下の北上川端に番所を設置。
- 元禄年間（1688年 - 1704年）- 日詰町に近江や美濃商人が居住してくると、次第に貨幣経済に巻き込まれるようになる。
- 1889年（明治22年）4月1日 - 町村制が施行される。
  - 日詰新田、桜町村の一部［字上川原・下川原］が合併し、紫波郡日詰町が成立。
  - 中島村・陣ヶ岡村・二日町新田、高水寺村の一部［字三枚橋を除く］が合併し、紫波郡古館村が成立。
  - 上松本村・下松本村・小屋敷村・吉水村・南伝法寺村・宮手村・升沢村が合併し、紫波郡水分村が成立。
  - 土館村・片寄村・上平沢村・稲藤村が合併し、紫波郡志和村が成立。
  - 北日詰村・南日詰村・犬淵村・平沢村、桜町村の一部［字上川原・下川原を除く］が合併し、紫波郡赤石村が成立。
  - 星山村・大巻村・彦部村、犬吠森村の一部［字沼端・沼口・間木沢・境］が合併し、紫波郡彦部村が成立。
  - 紫波郡佐比内村が成立。
  - 赤沢村・船久保村・紫野村・遠山村・北田村・山屋村が合併し、紫波郡赤沢村が成立。
  - 東長岡村・西長岡村・江柄村・北沢村・栃内村・草刈村、犬吠森村の一部［字後田・小路口・岩ノ沢・沼田・横田・盆成］が合併し、紫波郡長岡村が成立。
- 明治23年（1890年）- 日本鉄道（現・JR東北本線）開通。
- 昭和30年（1955年）4月1日 - 日詰町・赤石村・赤沢村・佐比内村・志和村・長岡村・彦部村・古館村・水分村と合併し、紫波町が発足。

## 行政

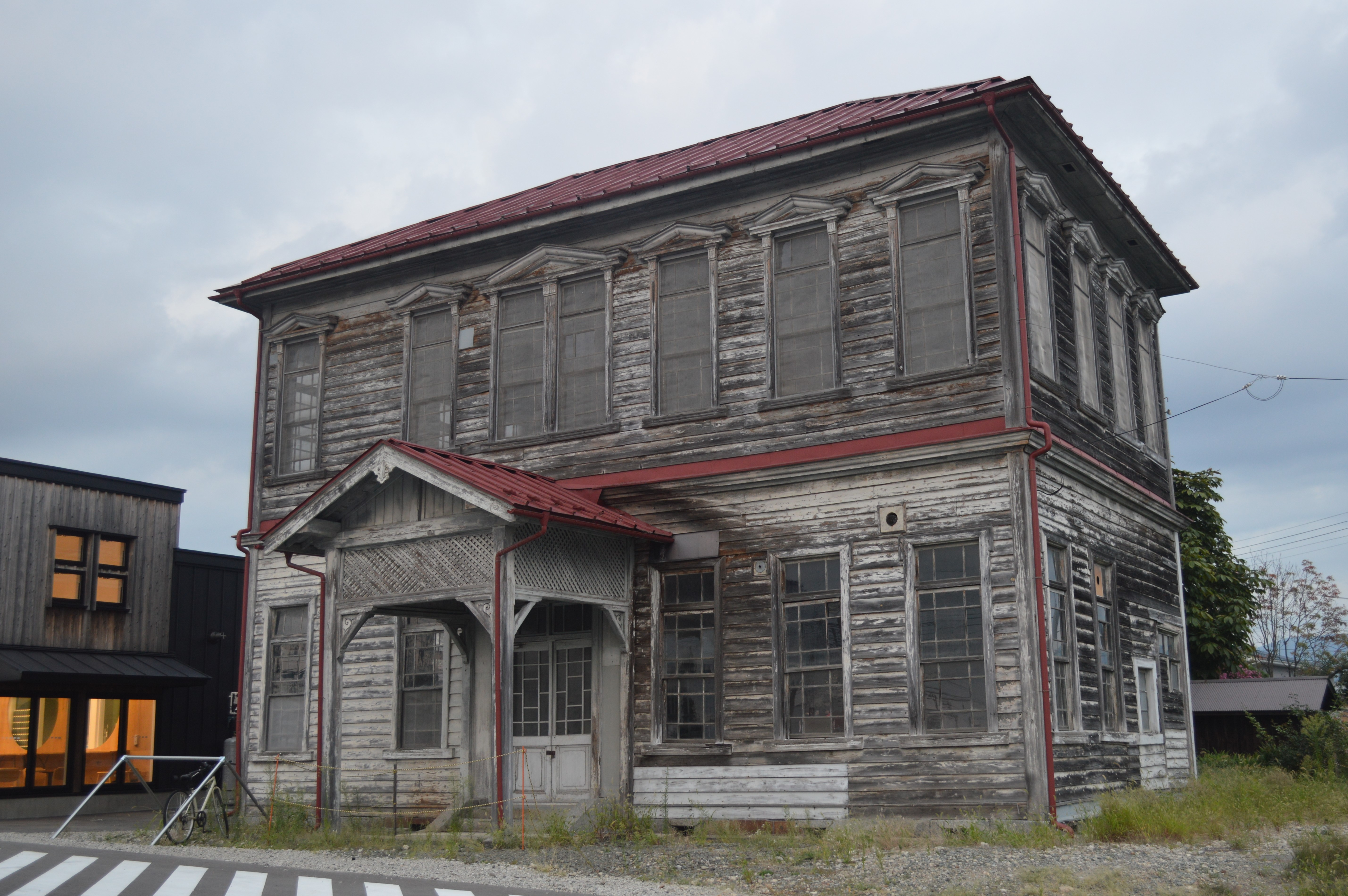
1955年から1963年まで使われた旧庁舎（旧紫波郡役所庁舎）

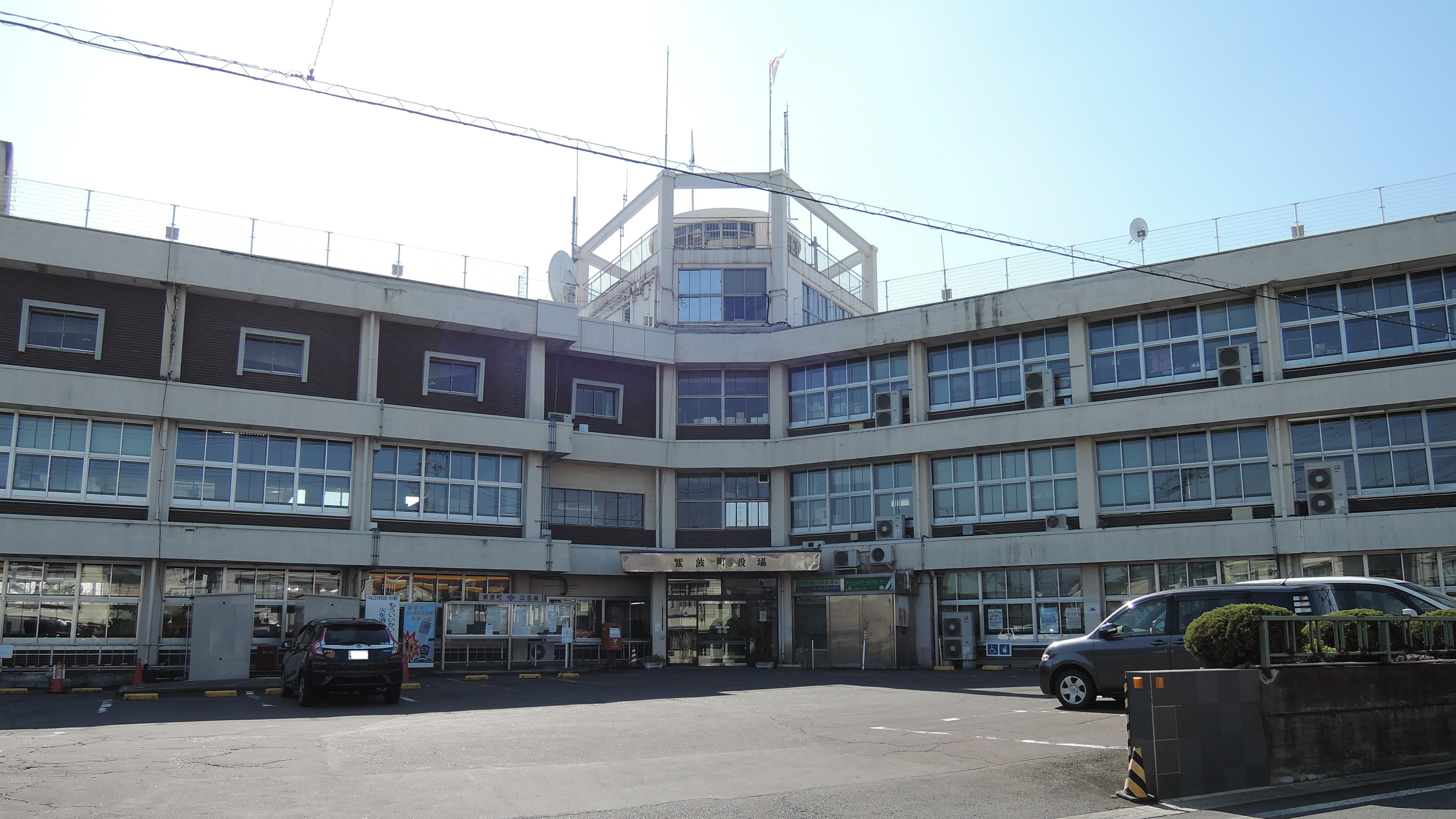
1963年から2015年まで使われたスターハウスの旧庁舎

### 歴代町長
| 代   | 氏名       | 就任                     | 退任                       |
| ---- | ---------- | ------------------------ | -------------------------- |
| 初代 | 村谷永一郎 | 1955年（昭和30年）5月5日 | 1969年（昭和44年）12月25日 |
| 2代  | 福田嘉一郎 | 1970年（昭和45年）2月8日 | 1986年（昭和61年）2月7日   |
| 3代  | 鷹木壯光   | 1986年（昭和61年）2月8日 | 1998年（平成10年）2月7日   |
| 4代  | 藤原孝     | 1998年（平成10年）2月8日 | 2014年（平成26年）2月7日   |
| 5代  | 熊谷泉     | 2014年（平成26年）2月8日 | 現職                       |

1955年（昭和30年）の紫波町発足時には旧水分村長の鷹木嘉右エ門が町長職務執行者を務めた。

### 姉妹都市
国内
- 福島県石川郡古殿町
- 東京都日野市：童謡「たきび」の作詩者・巽聖歌の出生地が紫波町であり、晩年から死没までを過ごしたのが日野市である縁に由来する。

国外
- スタンソープ（オーストラリア・クイーンズランド州）

### オガールプロジェクト

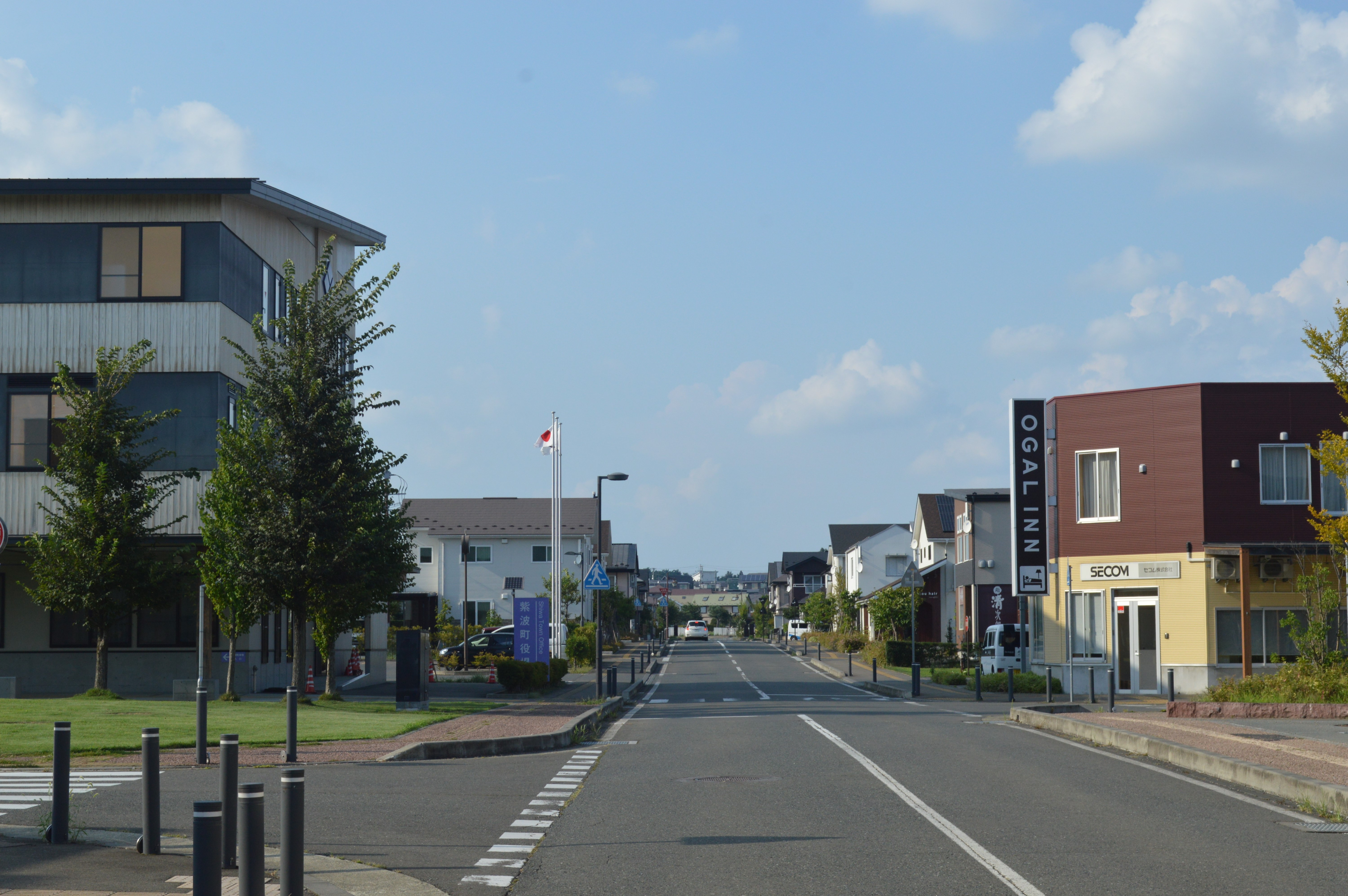
オガール

紫波町は公民連携（PPP）の手法を全国に先駆け導入し、公民連携によるまちづくりが全国的に注目を集めている。
JR紫波中央駅前の町有地10.7ヘクタールを中心とした都市整備を図るため、町民や民間企業の意見をもとに、2009年（平成21年）3月に紫波町公民連携基本計画を策定。この基本計画に基づき、2009年度（平成21年度）から紫波中央駅前都市整備事業（オガールプロジェクト）が開始した。オガールプロジェクトが全国から注目を集め、地価の上昇や人口の社会増などの影響が出ている。

#### プロジェクトの沿革
- 平成19年（2007年）4月　公民連携の推進に関する学校法人東洋大学と紫波町との協定書締結
- 平成19年（2007年）8月　紫波町PPP可能性調査報告書（東洋大学大学院公民連携専攻作成）
- 平成21年（2009年）2月　紫波町公民連携基本計画策定
- 平成21年（2009年）3月　都市再生整備事業（紫波中央駅前地区）策定
- 平成21年（2009年）6月　オガール紫波株式会社設立
- 平成21年（2009年）6月　紫波町オガール・デザイン会議設置
- 平成22年（2010年）3月　オガール・デザインガイドライン策定
- 平成23年（2011年）4月　岩手県フットボールセンター　開場
- 平成24年（2012年）6月　官民複合施設オガールプラザ　オープン
- 平成24年（2012年）8月　紫波町図書館　開館（オガールプラザ内）
- 平成25年（2013年）10月　オガールタウン日詰二十一区 宅地分譲開始
- 平成26年（2014年）6月　エネルギーステーション　完成
- 平成26年（2014年）7月　民間複合施設オガールベース　オープン
- 平成27年（2015年）5月　紫波町役場新庁舎　開庁
- 平成28年（2016年）12月　民間複合施設オガールセンター オープン
- 平成29年（2017年）4月　オガール保育園　開所

#### プロジェクトの受賞歴
- 平成25年（2013年）土地活用モデル大賞「国土交通大臣賞」（受賞者：オガールプロジェクト（紫波中央駅前都市整備事業））
- 平成27年（2015年）第10回日本ファシリティマネジメント大賞「最優秀ファシリティマネジメント賞（鵜澤賞）」（受賞者：紫波町）
- 平成28年（2016年）Library of the Year「優秀賞」（受賞者：オガールプロジェクトと一体での紫波町図書館）
- 平成30年（2018年）日本建築学会賞「業績賞」（受賞者：岡崎正信（株式会社オガール代表取締役）、オガールデザイン会議）
- 令和2年（2020年）ふるさとづくり大賞「優秀賞 総務大臣表彰」（受賞者：紫波町）

#### 出版物
- 猪谷千香『町の未来をこの手でつくる 紫波町オガールプロジェクト』幻冬舎、2016年
- 清水義次（監修）、まるいがんも（イラスト）『まんが あなたもできる！公民連携のまちづくり 岩手オガールで芽吹いたパブリック・マインド』ヨシモトブックス、2020年

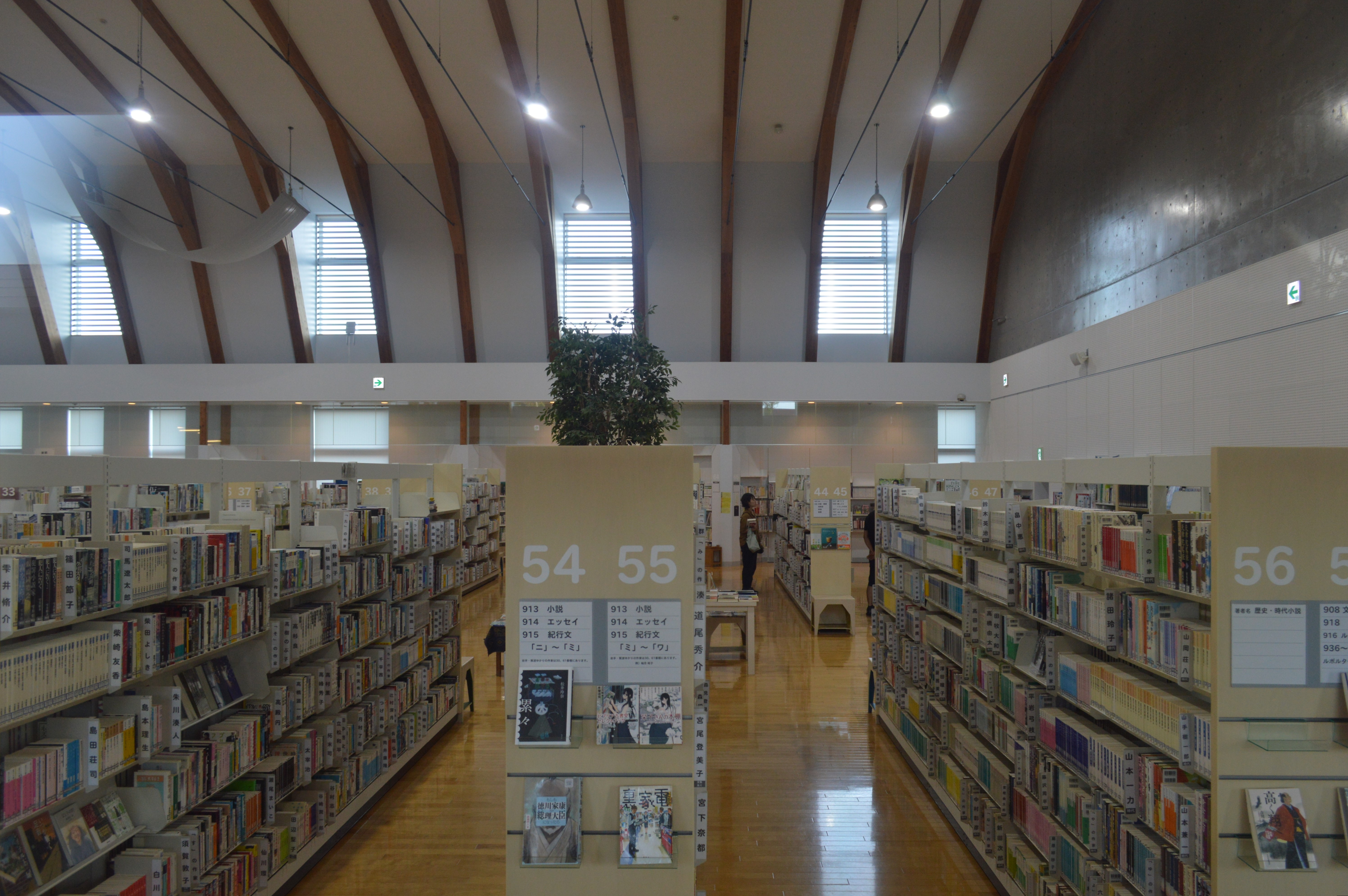
紫波町図書館
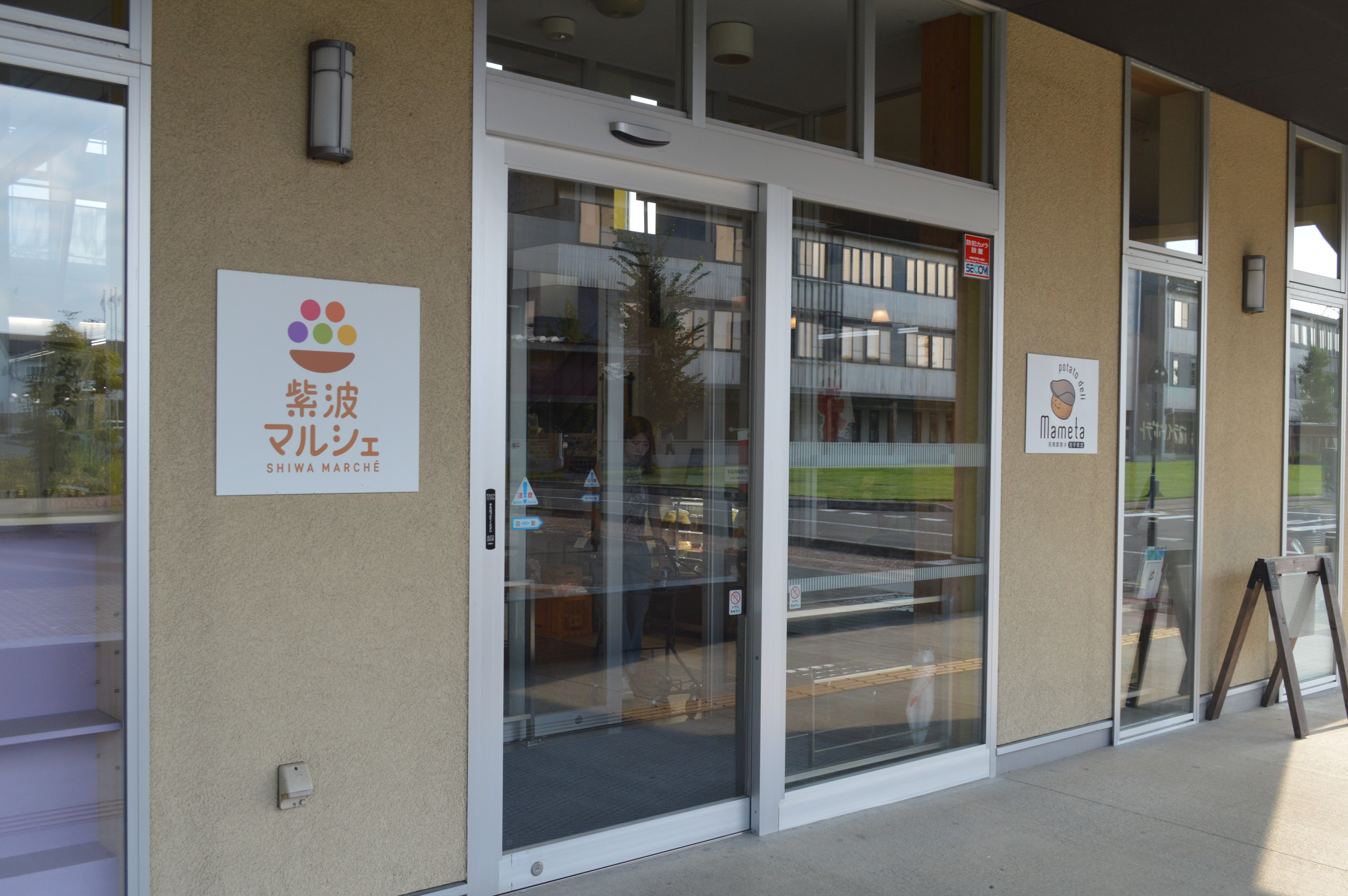
紫波マルシェ
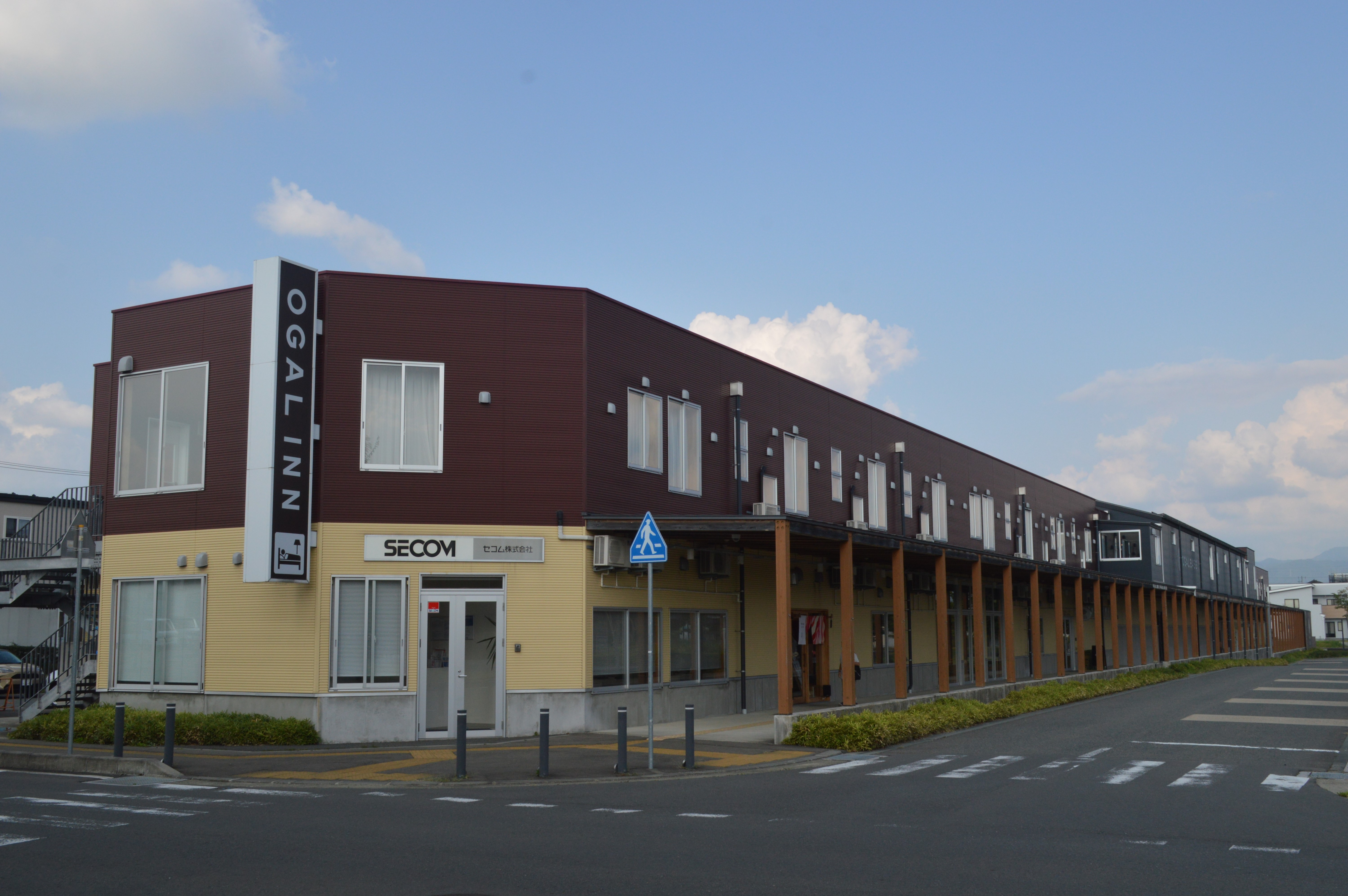
オガールイン
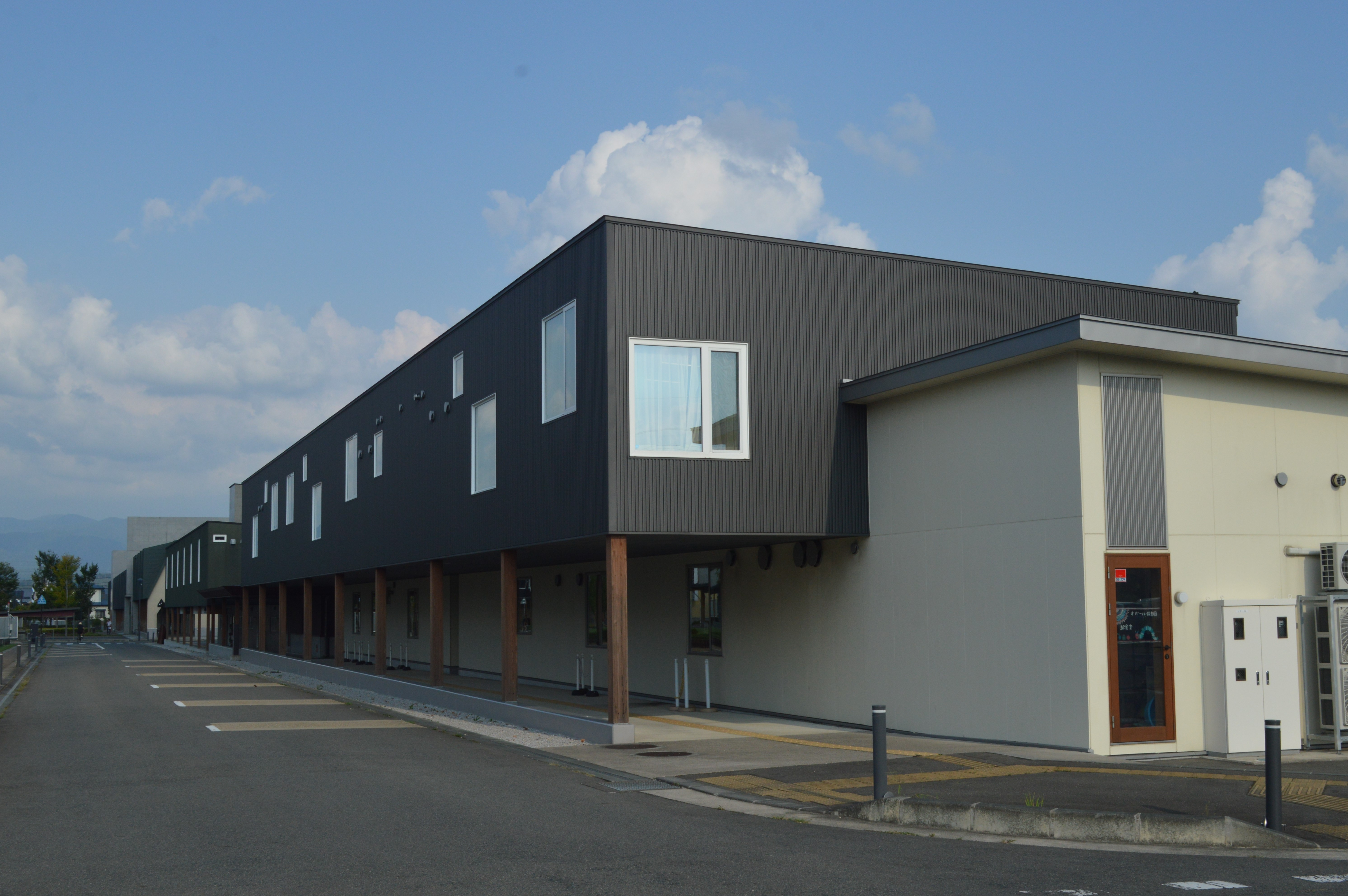
オガール保育園
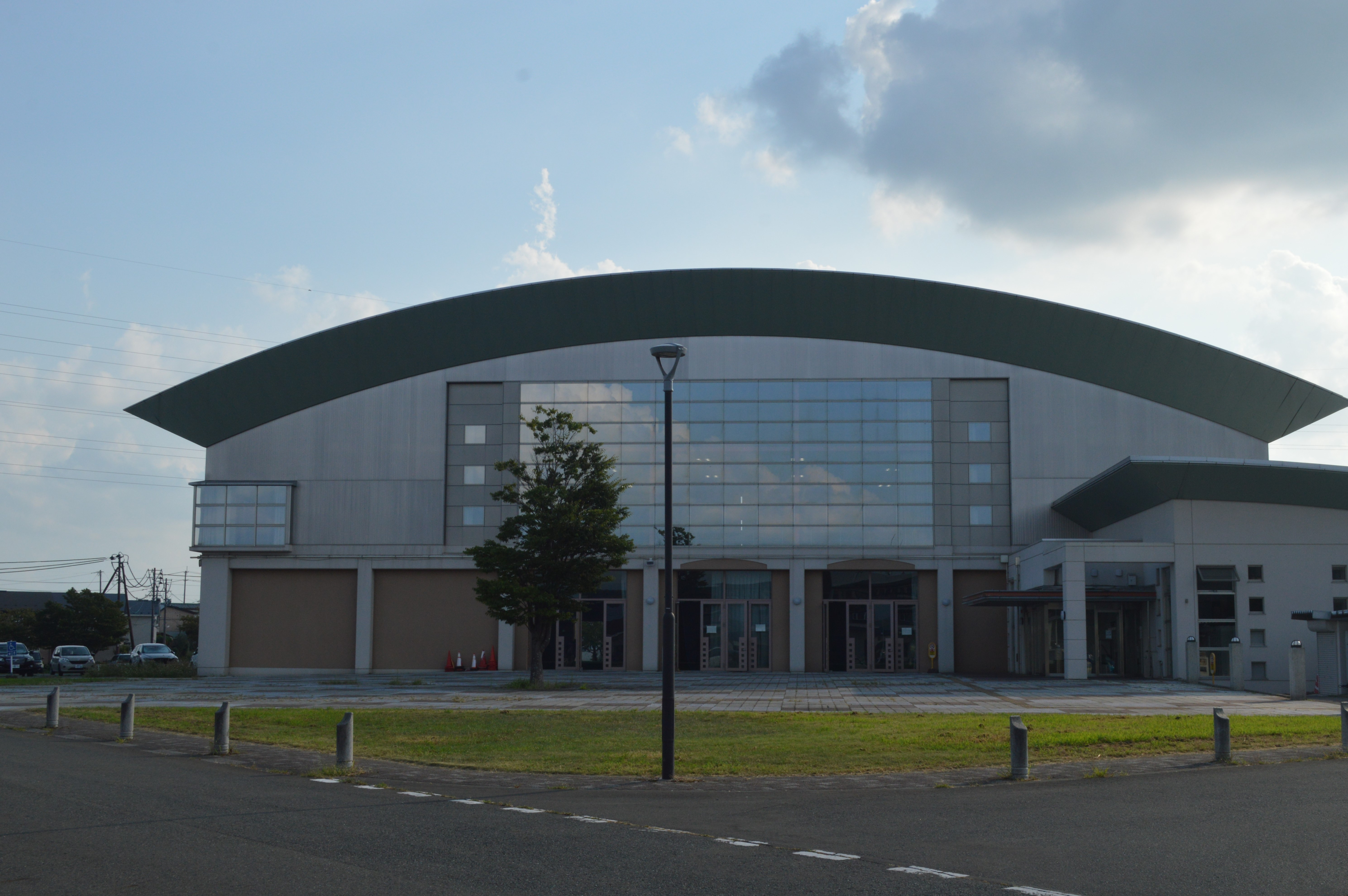
サン・ビレッジ紫波
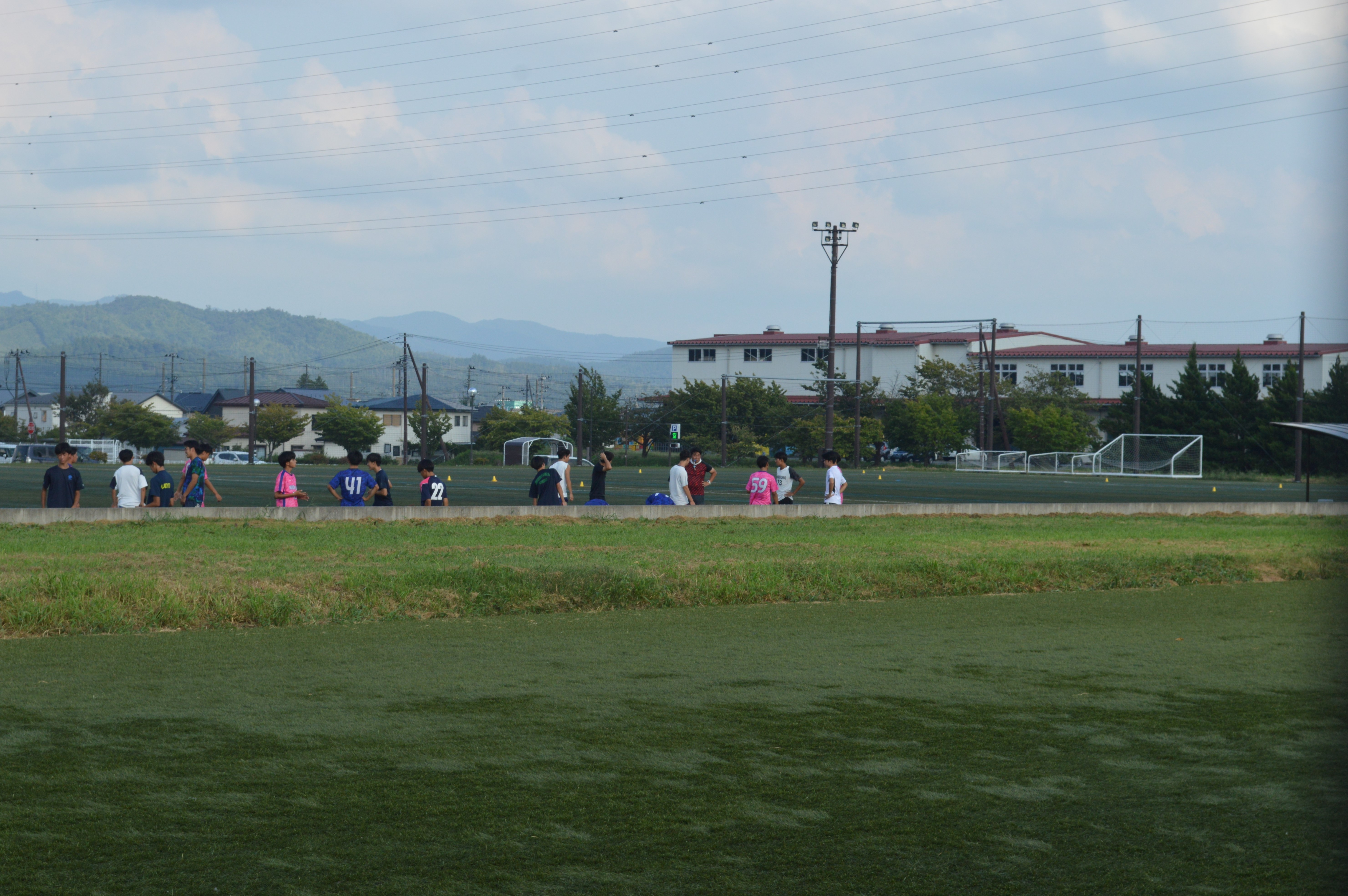
岩手県フットボールセンター

## 地域
ナンバープレート
紫波町にはこれまで「岩手」ナンバー（岩手運輸支局）が割り当てられていたが、2014年（平成26年）11月17日からご当地ナンバーである「盛岡」ナンバーが交付されている。
TVチャンネル・ラジオ周波数
- 新山にTV・FMラジオ送信所の紫波町内放送送信所がある。AMラジオの送信所は北隣の矢巾町にある。

## 経済
特産品
- 水稲：ヒメノモチ
- 果樹：りんご・ぶどう・洋なし等
- 野菜：きゅうり
- 畜産：モチモチ牛・紫波黒豚

### 醸造業
紫波町は日本三大杜氏のひとつである南部杜氏の発祥地とされている。近代の酒蔵としては平井長吉や平井直衛が経営者だった平長酒造店があった。2022年（令和4年）時点では日本酒の酒蔵が4蔵あり、ワイナリーやサイダリーも存在する。2022年（令和4年）には紫波町役場が「酒のまち紫波推進ビジョン」を策定した。
- 月の輪酒造店 - 日本酒メーカー。
- 紫波酒造店 - 日本酒メーカー。
- 高橋酒造店 - 日本酒メーカー。
- 吾妻嶺酒造店 - 日本酒メーカー。
- 菊の司酒造 - 日本酒メーカー。2022年に本社・工場が岩手郡雫石町に移転。
- 紫波フルーツパーク - ワイナリー。
- 紫波サイダリー - サイダリー。

## 教育

### 高等学校
- 岩手県立紫波総合高等学校

### 中学校
- 紫波町立紫波第一中学校
- 紫波町立紫波第二中学校
- 紫波町立紫波第三中学校

### 小学校
- 紫波町立日詰小学校
- 紫波町立赤石小学校
- 紫波町立古館小学校
- 紫波町立西の杜小学校
- 紫波町立紫波東小学校（2022年4月1日に彦部小学校、星山小学校、佐比内小学校、赤沢小学校、長岡小学校が統合して開校)

## 交通

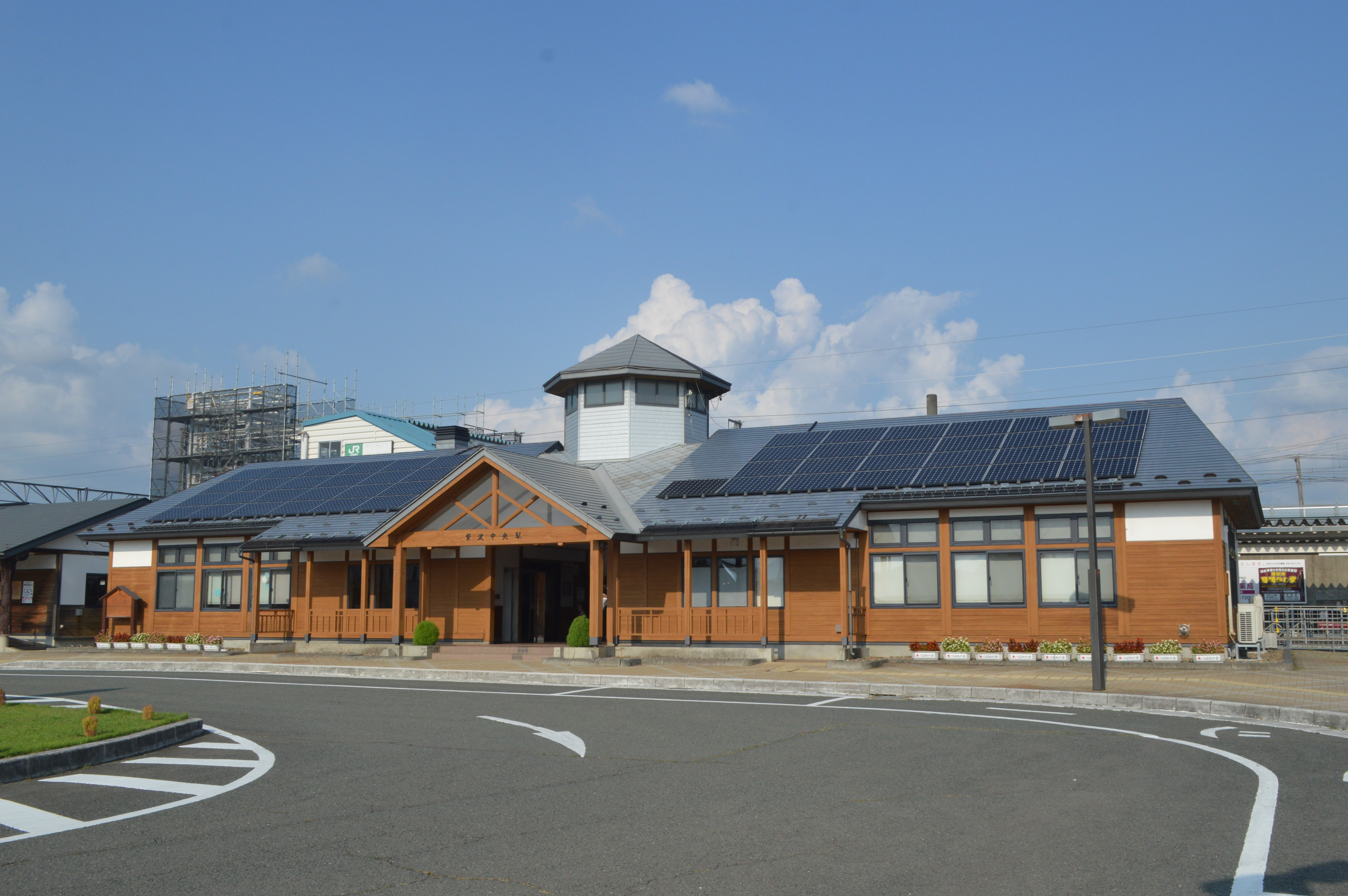
紫波中央駅

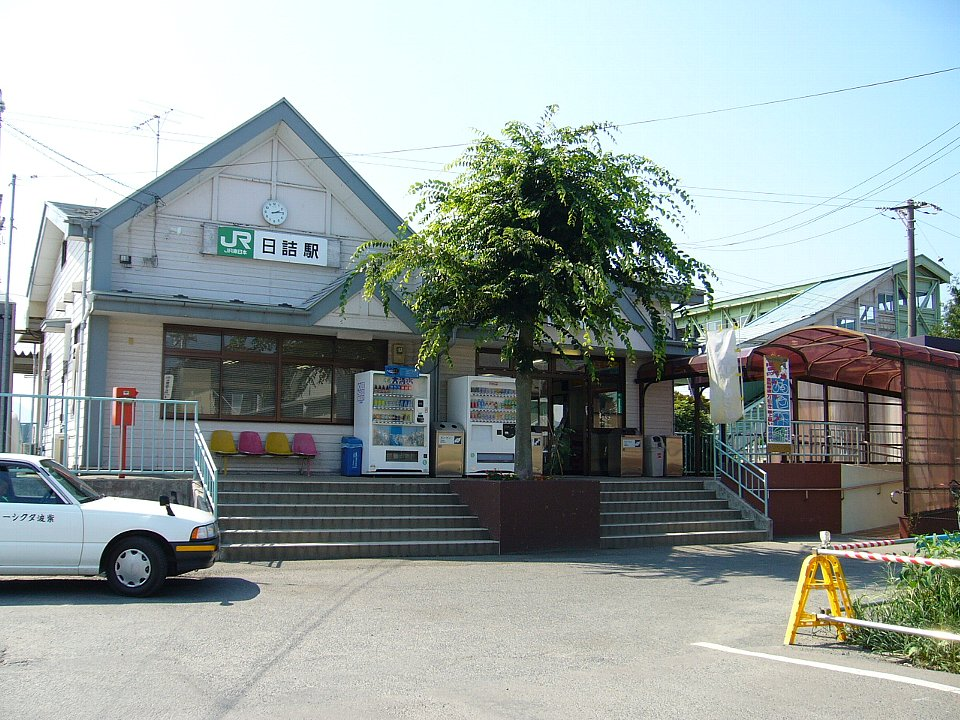
日詰駅

最寄りの空港は花巻市にある花巻空港（いわて花巻空港）である。

### 鉄道
東日本旅客鉄道（JR東日本）
- 東北本線
  - 日詰駅 - 紫波中央駅 - 古館駅

### 路線バス
- 岩手県交通
  - 町内に紫波営業所が設置されている。

### デマンド型乗合バス
- デマンド型乗合バス「しわまる号」が令和2年4月1日より運行している。

### 道路

#### 高速自動車国道
- 東北自動車道
  - （至花巻IC：川口方面） -  紫波SA - (40) 紫波IC - （至矢巾PA：青森方面）

#### 一般国道
- 国道4号
- 国道396号：道の駅紫波
- 国道456号

#### 県道

##### 主要地方道
- 岩手県道13号盛岡和賀線
- 岩手県道25号紫波江繋線
- 岩手県道46号紫波インター線

##### 一般県道
- 岩手県道111号日詰停車場線
- 岩手県道152号古舘停車場線
- 岩手県道162号紫波雫石線
- 岩手県道198号志和石鳥谷線
- 岩手県道228号佐比内彦部線
- 岩手県道265号中寺林犬淵線
- 岩手県道285号盛岡石鳥谷線

## 施設
- 紫波警察署
- 紫波町役場
- 野村胡堂・あらえびす記念館[6]

郵便局

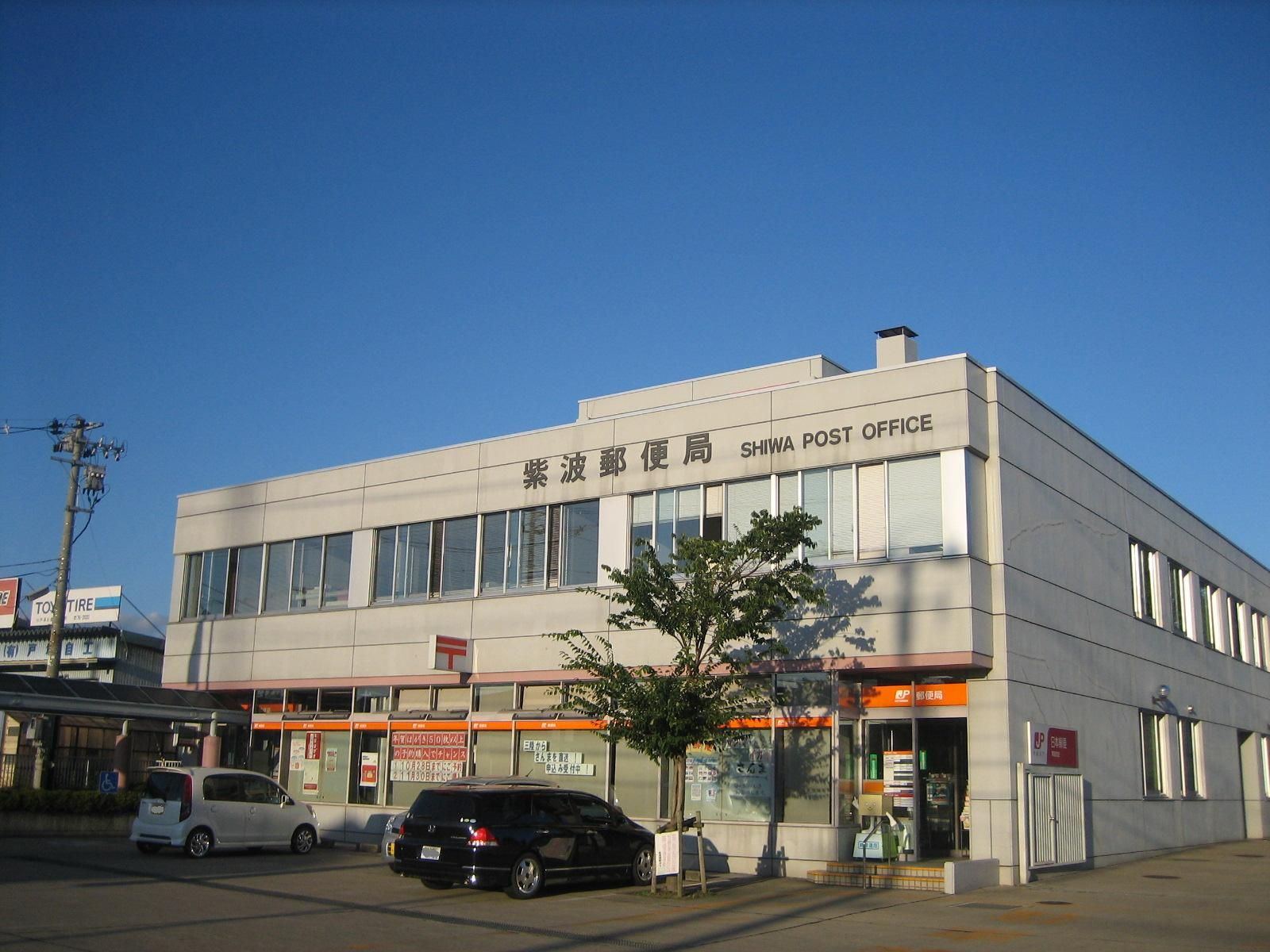
紫波郵便局

- 紫波郵便局〔集配局〕（〒028-3399。〒028-33XX地域および028-34XX地域を管轄）
- 古館郵便局
- 日詰駅前郵便局
- 上平沢郵便局
- 赤沢郵便局
- 彦部簡易郵便局
- 佐比内簡易郵便局
- 東長岡簡易郵便局
- 紫波桜町簡易郵便局 - 2021年（令和3年）に片寄簡易郵便局が移転・改称し設置

### 第3セクター
- ラ・フランス温泉館 ホテル湯楽々
- 紫波フルーツパーク
- オガールベース - 日本初のバレーボール専用体育館であるオガールアリーナを併設。

## 名所・旧跡・観光スポット
- 志賀理和氣神社 - 日本最北の式内社。
- 山屋の田植踊 - 重要無形民俗文化財。

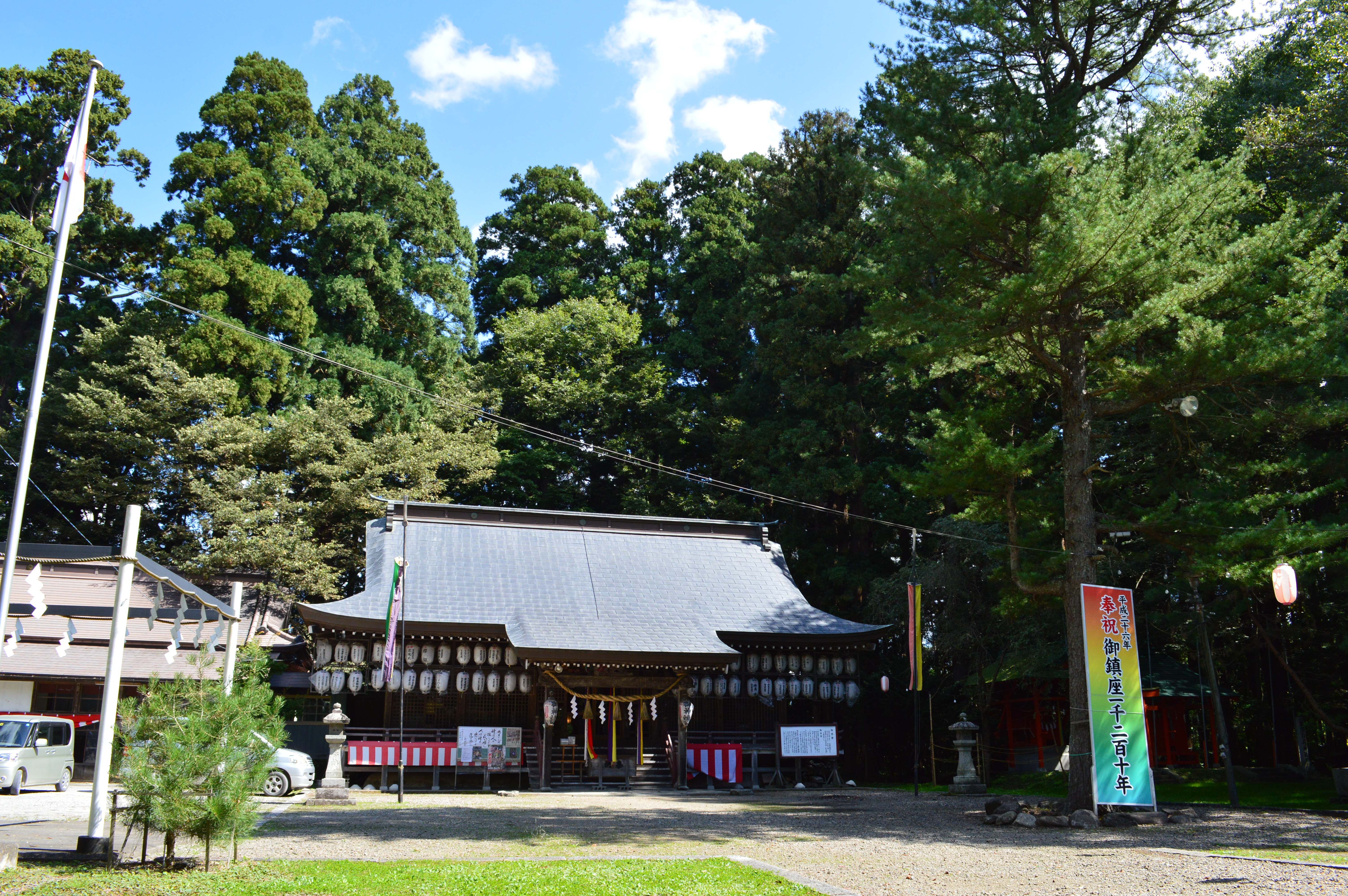
志賀理和氣神社

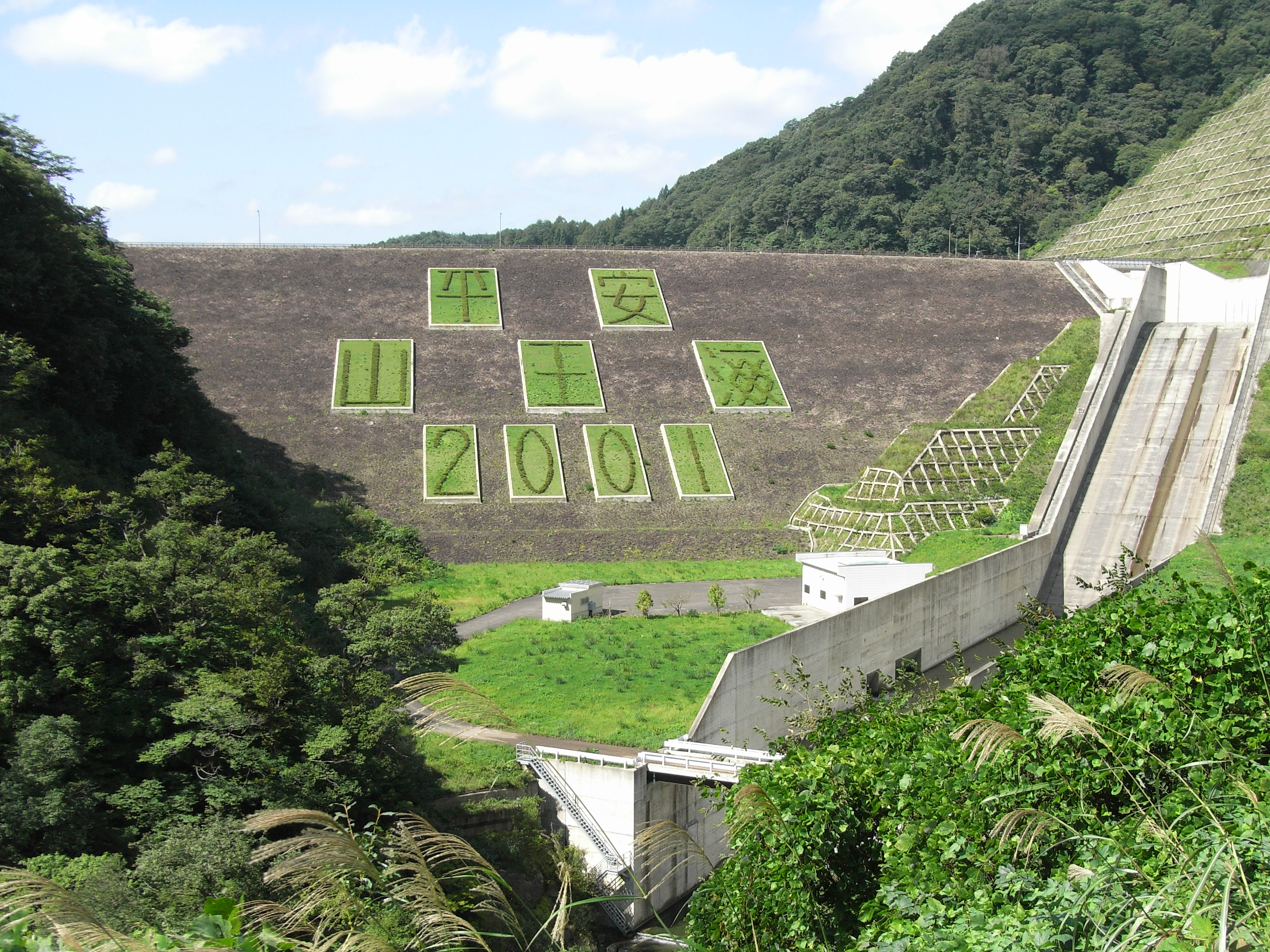
山王海ダム

- 白山神社薬師堂木造七仏薬師如来立像 - 岩手県指定有形文化財。
- 走湯神社観音堂（旧高水寺）木造十一面観音立像 - 岩手県指定有形文化財。
- 勝源院の逆ガシワ - 国の天然記念物。
- 樋爪館 - 樋爪氏の居館跡。
- 陣ケ岡 - 源頼朝が宿営したとされる。
- 赤沢地区 - 源義経が馬術の修業を積んだ伝説が残る。
- 朴木金山跡 - 盛岡藩を代表する金鉱山。
- 郡山城跡
- 平井家住宅 - 主屋など6棟が国の重要文化財。
- 旧紫波郡役所庁舎 - 岩手県指定文化財。
- 山王海ダム

## 紫波町出身の有名人
- 巽聖歌 - 児童文学者・歌人。名誉町民。
- 野村胡堂 - 作家・音楽評論家。名誉町民。
- 岩動道行 - 大蔵官僚、政治家。科学技術庁長官。
- 中村直 - 政治家。岩手県知事。
- 高橋光夫 - 政治家。水沢市長。
- 佐藤大実 - サッカー選手。
- 吉田暢 - サッカー選手。
- 岩動露子 - 俳人。
- 芙咲由美恵 - シンガーソングライター。
- STGM - アコースティックデュオ。
- 阿部良二 - 競輪選手。
- 佐藤友和 - 競輪選手。
- 高橋嵩 - アナウンサー。城西大学附属城西中学校・高等学校教諭。
- 内村月子 - 漫画家。
- 堀真奈美 - リポーター。